# Hans Feindt
Hans Feindt (* 3. Oktober 1920 in Tocopilla, Chile; † 12. Juni 2012) war ein deutscher Politiker (CDU) und Abgeordneter des Niedersächsischen Landtages.

## Leben
Feindt absolvierte eine Gärtnerlehre im Obstbau und besuchte im Anschluss die Fachhochschule. Von 1939 bis 1945 war er Teilnehmer des Zweiten Weltkrieges, danach Reserveoffizier. Im Jahr 1951 legte er die Meisterprüfung ab und übernahm den väterlichen Obstanbaubetrieb in Jork.
Feindt war Mitbegründer des Jorker Ortsverbandes der CDU im Jahr 1963 und wurde dessen Vorsitzender. Bei der Landtagswahl 1963 trat er erstmals für den Wahlkreis Buxtehude/Altes Land als Kandidat für den Niedersächsischen Landtag in der fünften Wahlperiode an, konnte sich jedoch zunächst nicht gegen den Kandidaten der SPD durchsetzen. Der Einzug in den Niedersächsischen Landtag gelang dann jedoch in der 6. bis 9. Wahlperiode, sodass er von 1967 bis 1982 Mitglied des Landtages war, ab 1978 als stellvertretender Vorsitzender der CDU-Fraktion. Er war Mitglied des NDR-Rundfunkrates.
1980 wurde Hans Feindt das Große Verdienstkreuz des Verdienstordens der Bundesrepublik Deutschland verliehen.
Hans Feindt war verheiratet und hatte vier Töchter.